# Гремячинский городской округ
Гремя́чинский городской округ — упразднённое муниципальное образование в составе Пермского края России.
Административный центр — город Гремячинск.
Образован в 2018 году после упразднения Гремячинского муниципального района. Упразднён в 2022 году путём объединения с Губахинским городским округом в Губахинский муниципальный округ.
В рамках административно-территориального устройства, территории Гремячинского городского округа соответствует административно-территориальная единица город краевого значения Гремя́чинск.

## География
Граничил с городскими округами Пермского края: Чусовским, Добрянским, Горнозаводским, Губахинскими городскими округами и город Кизел. Климат — континентальный. 95 % территории округа покрыто елово-пихтовыми и берёзовыми лесами. Площадь района — 1321,1 км².

## История
4 мая 1949 года Гремячинск был наделён статусом города областного подчинения (Гремячинский горсовет). После преобразования области в край в 2005 году статус изменился на город краевого значения.
С 2004 до 2018 гг. в рамках организации местного самоуправления в его границах функционировал Гремячинский муниципальный район, в который входили 4 муниципальных образования на нижнем уровне, в том числе 1 городское и 3 сельских поселения:
| № | Муниципальное образование        | Административный центр | Количество населённых пунктов | Население (чел.) |
| - | -------------------------------- | ---------------------- | ----------------------------- | ---------------- |
| 1 | Гремячинское городское поселение | город Гремячинск       | 3                             | 8743             |
| 2 | Усьвенское сельское поселение    | рабочий посёлок Усьва  | 1                             | 373              |
| 3 | Шумихинское сельское поселение   | посёлок Шумихинский    | 1                             | 814              |
| 4 | Юбилейнинское сельское поселение | посёлок Юбилейный      | 2                             | 1041             |

В апреле 2018 года муниципальный район был упразднён и путём объединения всех ранее входивших в него поселений преобразован в городской округ.
В 2022 году Гремячинский городской округ был упразднён и объединён с Губахинским городским округом в Губахинский муниципальный округ, на формирование органов власти которого предусмотрен переходный период до 1 января 2023 года.

## Население
| 1979    | 1989    | 2000    | 2002    | 2005    | 2006    | 2007    | 2008    | 2009    |
| ------- | ------- | ------- | ------- | ------- | ------- | ------- | ------- | ------- |
| 33 700  | ↘30 800 | ↘24 774 | ↘18 144 | ↘16 343 | ↘15 600 | ↘15 200 | ↘15 075 | ↘14 735 |
| 2010    | 2011    | 2012    | 2013    | 2014    | 2015    | 2016    | 2017    | 2018    |
| ↘13 953 | ↘13 845 | ↘13 197 | ↘12 699 | ↘12 269 | ↘11 979 | ↘11 644 | ↘11 319 | ↘10 971 |
| 2019    | 2020    | 2021    |         |         |         |         |         |         |
| ↘10 599 | ↘10 236 | ↘9903   |         |         |         |         |         |         |

### Урбанизация
Городское население (город Гремячинск и рабочий посёлок Усьва) составляло 84,68 % населения округа.

### Национальный состав
На 2002 год: русские — 76,5 %, татары — 14,7 %.

## Населённые пункты
В рамках административно-территориального устройства к городу краевого подчинения Гремячинску относятся 7 административно-территориальных единиц (населённых пунктов), из них 2 городских населённых пункта (город и пгт), остальные — сельские населённые пункты.
В состав городского округа входили 7 населённых пунктов.

## Экономика
Основным промышленным производством на территории округа — добыча полезных ископаемых (щебня) в ООО «Горнодобывающая компания „Гремячинское карьероуправление“». Доля производства в промышленности — 44 %.
Хорошо развито лесное хозяйство: оно представлено ООО «Пермлессервис», ООО «Кедр», ООО «Апекс» и занимает 36 % в общей структуре промышленности.